# Cantone di Romans-sur-Isère
Il Cantone di Romans-sur-Isère è una divisione amministrativa dell'arrondissement di Valence.
È stato costituito a seguito della riforma approvata con decreto del 20 febbraio 2014, che ha avuto attuazione dopo le elezioni dipartimentali del 2015.

## Composizione
Comprende parte della città di Romans-sur-Isère e gli 8 comuni di:
- Châtillon-Saint-Jean
- Clérieux
- Génissieux
- Mours-Saint-Eusèbe
- Peyrins
- Saint-Bardoux
- Saint-Paul-lès-Romans
- Triors